# Olympia Planum
Olympia Planum ist eine ausgedehnte Ebene im Mare Boreum-Gradfeld auf dem Planeten Mars.
Das Gebiet am Nordpol zeichnet sich durch Schichtablagerungen ab, die aus bis zu 3 Kilometer dicken, staubhaltigen Wassereisschichten mit einem Durchmesser von etwa 800 Kilometern besteht. Diese Schichten geben Informationen über das Klima wieder, die einige Millionen Jahre in die Marsgeschichte zurückreichen. Die Ablagerungen sind durch atmosphärischen Niederschlag von Staub und Wassereis sowie durch direkte Frostkondensation entstanden.